# Angaria melanacantha

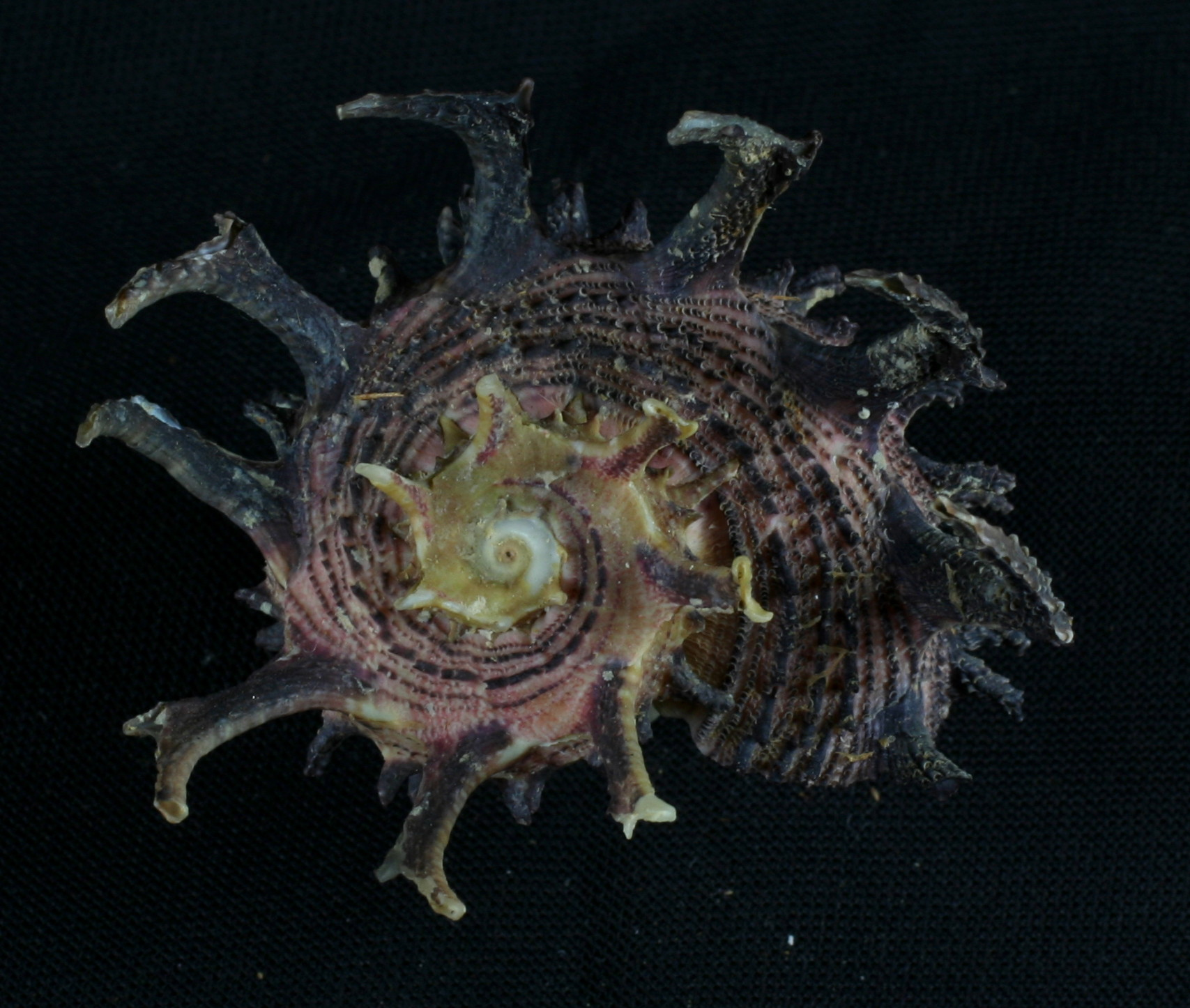
Apical view of shell of Angaria melanacantha (Reeve, 1842), measuring 31.2 mm height by 42.2 mm diameter, trawled off Palawan, in the Philippines.

Angaria melanacantha là một loài ốc biển, là động vật thân mềm chân bụng sống ở biển thuộc họ Angariidae.

## Hình ảnh

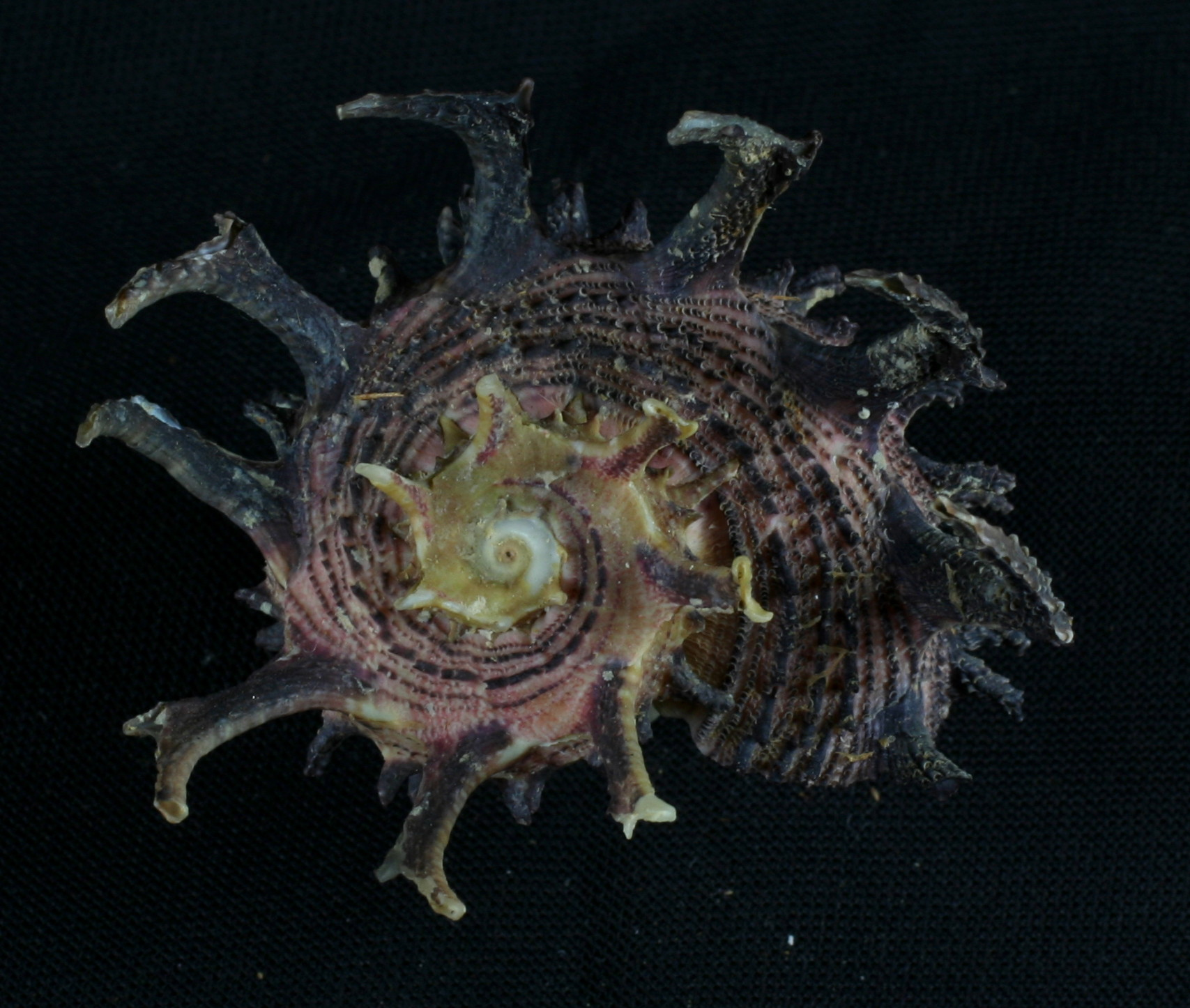
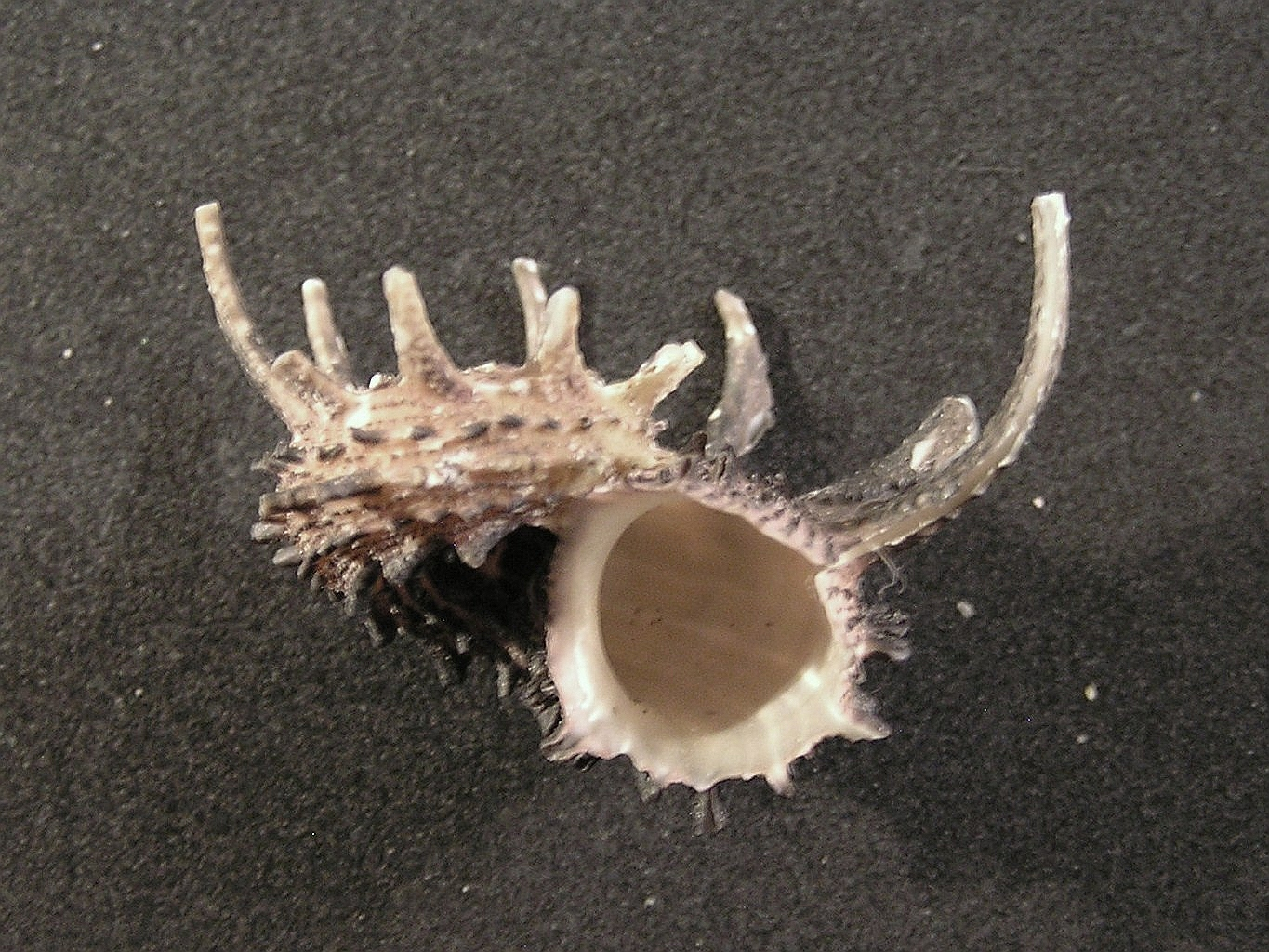
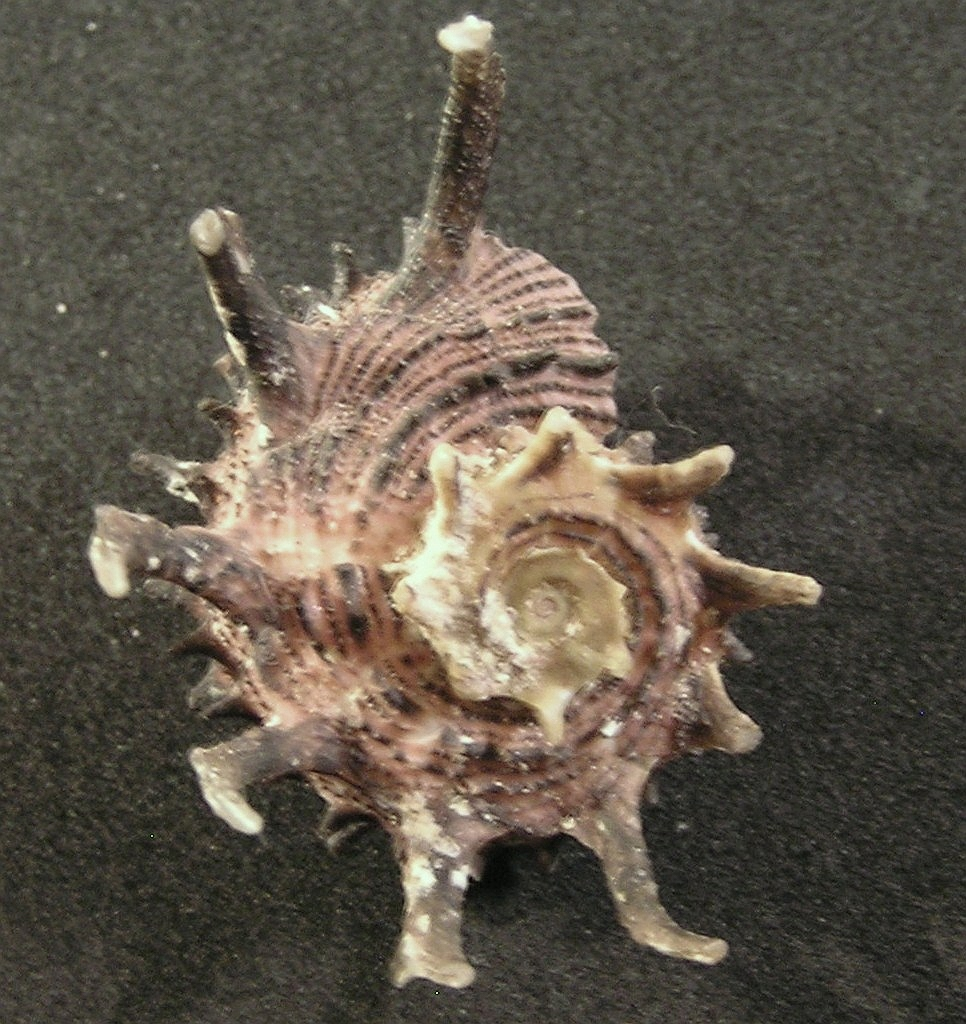
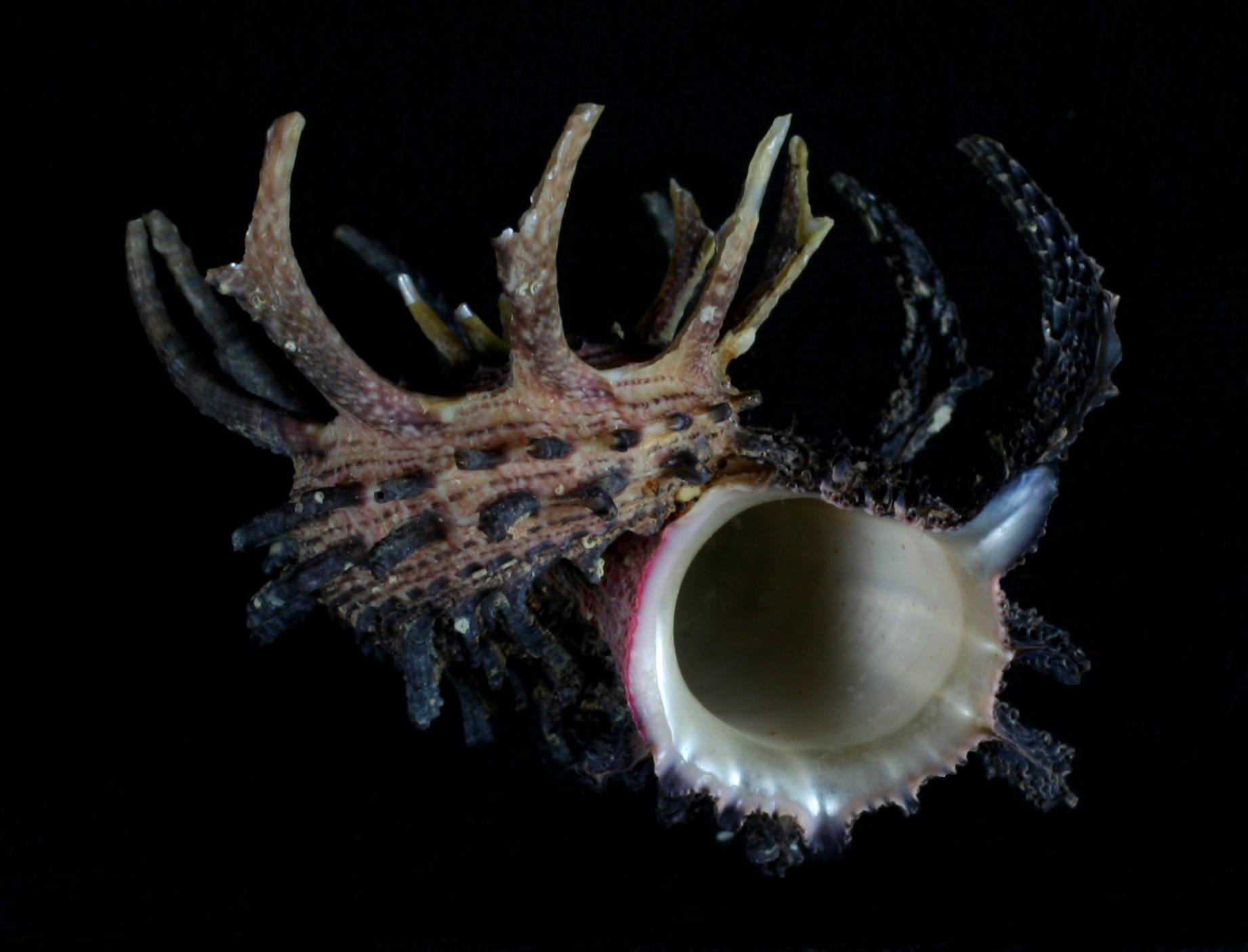